# 西迁节
西迁节或锡伯族西迁节（穆麟德：duin biya juwan jakūn，汉语拟音：“杜音拜专扎坤”，意为：“四月十八”），俗称“迁徙节”、“农历四月十八节”、“农历四月十八西迁节”是中国新疆伊犁哈萨克自治州察布查尔锡伯自治县聚居的锡伯族的传统民族节日。其为纪念锡伯族在清朝乾隆二十九年（1764年）奉旨戍边从今中国东北经蒙古国向西迁至新疆伊犁地区，并在当地驻扎，后扩展为锡伯部的满洲八旗，驻守大清国的西北边陲。西迁节于每年的农历四月十八日举行庆祝活动，故又有别称“四一八节”。西迁节在清时主要为纪念及祭祀留驻东北的锡伯部满族同乡亲属，因此也称之为“怀亲节”。2006年1月被列入首批中国国家级非物质文化遗产。

## 参阅
- 锡伯族